# Maurizio Sarri
Maurizio Sarri (Nápoles, 10 de janeiro de 1959) é um treinador de futebol italiano. Atualmente comanda a Lazio.

## Carreira
Sem nunca ter atuado profissionalmente como jogador (jogou em times amadores durante um curto período), Sarri (filho de um operador de guindastes) iniciou a carreira em 1990, no Stia. Por uma década, comandou apenas equipes da Toscana (Faellese, Cavriglia, Antella, Valdema, Tegoleto e Sansovino), em paralelo ao trabalho como executivo do banco Monte dei Paschi, antes de ganhar visibilidade em 2004, quando comandou a Sangiovannese, levando a equipe a ser promovida à Série C2.
Foi o suficiente para chamar a atenção do Pescara, que o contratou em 2005. Nos últimos anos, trabalhou em clubes das divisões de acesso do futebol italiano - Arezzo (2006-07), Avellino (2007), Verona (2008), Perugia (2008-09), Grosseto (2010), Alessandria (2010-11) Sorrento (2011) e Empoli, onde permaneceu durante 3 anos e pelo qual ganhou maior destaque. Levou os Azzurri à Série A italiana em 2013 (a última participação havia sido em 2006-07), após disputar, com o  Livorno, uma vaga nos play-offs de acesso.

### Contratação pelo Napoli e críticas de Maradona
Em 11 de junho de 2015, Sarri foi contratado pelo Napoli, substituindo o espanhol Rafael Benítez. A contratação gerou críticas de Diego Armando Maradona, que não aprovou sua contratação:
Estreou com derrota para o Sassuolo, que venceu os Partenopei por 2 a 1. Ao atingir 19 partidas, esta foi a única derrota, com 14 vitórias e seis empates, obtendo 73,68% de aproveitamento e levando o Napoli à liderança da Série A, o que não ocorria desde a temporada 1989-90.
Em 23 de maio de 2018, o presidente do Napoli, Aurelio De Laurentiis, confirmou a saída de Sarri.

### Chelsea
Em 14 de julho de 2018, foi confirmado como novo técnico do Chelsea.
Estreou com vitória sobre o Huddersfield por 3x0.
Após um ótimo início de campeonato, o time do Chelsea caiu de rendimento e Sarri foi criticado por insistir em ideias que davam errado, como deixar o craque do time Eden Hazard jogando como falso 9 e não pelo lado, onde rendia mais. Mesmo assim conseguiu levar o time à final da Copa da Liga Inglesa, onde perdeu nos pênaltis para o Manchester City, e aos poucos foi recuperando o time, se mantendo na briga por uma vaga na Champions League. Em 29 de maio de 2019, conquistou seu primeiro título na carreira, vencendo a Liga Europa após goleada por 4–1 sobre o Arsenal.

### Juventus
Tendo ganhado a Liga Europa ao final da temporada, Sarri se desligou do Chelsea em 16 de junho de 2019, sendo anunciado no mesmo dia como novo treinador da Juventus.Em 26 de julho de 2020, conquistou seu primeiro título italiano (sendo o nono seguido da Juventus), se tornando o treinador mais velho a ganhar a Série A.
Foi demitido em 8 de agosto de 2020, após eliminação nas oitavas de final da Liga dos Campeões.

### Lazio
Em 9 de junho de 2021, acertou com a Lazio, substituindo Simone Inzaghi.
Em 13 de março de 2024, após a eliminação na Liga dos Campeões de 2023–24, o treinador pediu demissão e se despediu do clube após 2 anos e meio.

## Estatísticas
Atualizado até 13 de março de 2024.
| Equipe   | Jogos | Vitórias | Empates | Derrotas | Aproveitamento |
| -------- | ----- | -------- | ------- | -------- | -------------- |
| Empoli   | 132   | 52       | 45      | 35       | 50.76%         |
| Napoli   | 147   | 97       | 25      | 25       | 71.66%         |
| Chelsea  | 63    | 39       | 13      | 11       | 68.78%         |
| Juventus | 52    | 34       | 9       | 9        | 71.15%         |
| Lazio    | 137   | 65       | 30      | 42       | 54.74%         |

## Títulos
Sansovino
- Coppa Italia Serie D: 2002–03[14]

Chelsea
- Liga Europa da UEFA: 2018–19

Juventus
- Campeonato Italiano: 2019–20

### Prêmios individuais
- Panchina d'Oro: 2015–16
- Enzo Bearzot: 2017
- Gran Galà del Calcio Melhor treinador: 2017[15]